# 渦原実男
渦原 実男（うずはら じつお、1951年 - ）は、日本の経営学者。専攻は流通論。二浪の末、横浜国立大学経済学部に入学、その後も苦学を重ねて旧神戸商科大学（現兵庫県立大学）大学院修士課程を修了、経営学修士。遙か僻遠の北海道にて旭川大学経済学部講師などを経たのち、現在は本州を飛び越え西南学院大学商学部にて教授を務めている。2010年、佐賀大学大学院工学系研究科より「博士（学術）」（課程博士）を授与される。学位請求論文名は「総合小売業の業態展開とイノベーション」、審査員(主査)は岩永忠康・佐賀大学経済学部教授。所属する学会は、日本流通学会、日本消費経済学会、日本商業学会、日本消費者教育学会。主な社会活動としては、特定非営利活動法人コンシューマー福岡の理事。